# Thaia formosana
Thaia formosana är en insektsart som först beskrevs av Matsumura 1932.  Thaia formosana ingår i släktet Thaia och familjen dvärgstritar. Inga underarter finns listade i Catalogue of Life.